# Khemisti (Tipasa)
Khemisti è un comune dell'Algeria, situato nella provincia di Tipasa.